# Il delitto della madonna nera
Il delitto della madonna nera (Meurtres à Rocamadour) è un film TV del 2014 diretto da Lionel Bailliu.
Il film fa parte del ciclo poliziesco Delitto a... (Meurtres à...).

## Trama
Il cadavere di un uomo viene ritrovato sul cammino della penitenza a Rocamadour. Prima di essere ucciso è stato costretto a fare un pellegrinaggio espiatorio tipico del Medioevo: salire i 216 gradini di Rocamadour in ginocchio. Come se non bastasse, Chloe, la figlioletta di soli 8 anni dell'uomo è stata rapita.Di quale terribile peccato si è potuto macchiare per meritare una tale punizione? Le indagini vengono affidate a Sophie Lacaze a pochi giorni dal suo pensionamento e si trova a dover fare coppia con il suo successore il comandante Alexandre Delcroix. Dopo qualche giorno dall'inizio delle indagini l'uomo sembra essere resuscitato.